# Partula tristis
Partula tristis је пуж из реда Stylommatophora и фамилије Partulidae. 

## Угроженост
Ова врста је скоро изумрла, и нису познати слободни живи примерци.

## Распрострањење
Само Француска Полинезија.

## Станиште
Врста Partula tristis има станиште на копну.